# دنیل دولانی جوانتر
دنیل دولانی جوانتر (Daniel Dulany the Younger) (زادهٔ ۲۸ ژوئن ۱۷۲۲ – درگذشتهٔ ۱۷ مارس ۱۷۹۷)، سیاستمدار وفادارمانده اهل مریلند، شهردار آناپولیس و یک وکیل تأثیرگذار آمریکایی دوره درست قبل از آغاز جنگ انقلاب آمریکا بود. جزوه وی تحت عنوان «ملاحظات در مورد ماهیت وضع مالیات در مستعمره‌های بریتانیایی» که بر علیه مالیات بدون نمایندگی استدلال کرد، به عنوان «تواناترین تلاش در میان آنچه در این رابطه در آمریکا تولید شده بود» توصیف گردید.

## اوایل زندگی

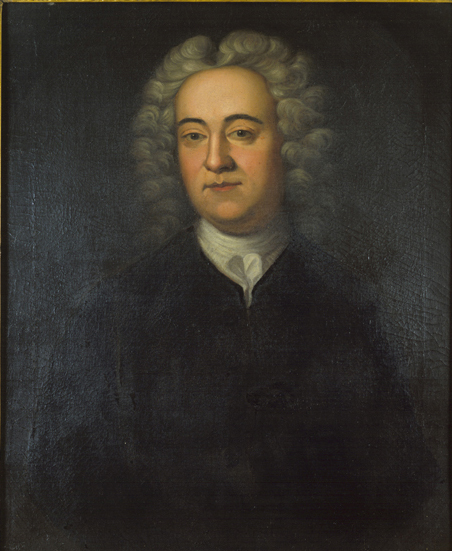
پرتره‌ای از دنیل دولانی جوانتر

دنیل دولانی در ۲۸ ژوئن ۱۷۲۲ در آناپولیس، مریلند در خانواده‌ای که در حقوق و سیاست دخیل بود، متولد شد. پدر وی یک حقوق‌دان و مقام دولتی ثروتمند به‌نام دنیل دولانی بزرگتر بود (۱۶۸۵–۱۷۵۳ میلادی). برادر وی والتر دولانی نیز در نهایت شهردار آناپولیس شد.

### تحصیلات
همانند بیشتر فرزندان خانواده‌های ثروتمند مریلند، دولانی نیز به انگلستان فرستاده شد تا در کالج ایتن و کالج کلیر، کمبریج آموزش ببیند. در ۱۷۴۲ میلادی، وی در میدل تیمپل پذیرفته شد تا حقوق بخواند و قبل از بازگشت به مریلند، از وی درخواست گردید تا به هیئت وکلاء انگلستان ملحق شود.
مهارت دولانی به عنوان وکیل دادگستری به‌طور گسترده‌ای مورد احترام قرار داشت، با این وجود به دلیل حمایت وی از تاج و تخت بریتانیا در جریان جنگ انقلاب آمریکا، شهرت وی پس از جنگ دوام نداشت. وکیل و سیاستمدار هم‌قطار وی، ویلیام پنکی وی را به عنوان همتای هر گونه وکیلی در آمریکا یا انگلستان خوانده و اظهار داشت که، «با وجودی که وی در میان مردانی چون فاکس، پیت و شریدان بود، اما نتوانست سرور خود را دریابد».

### ازدواج
وی در ۱۷۴۹ میلادی با ربکا تسکر، دختر بنجامین تسکر قدرتمند (۱۶۹۰ – ۱۷۶۸) رئیس شورای فرماندار و فرماندار استعماری مریلند از ۱۷۵۲ تا ۱۷۵۳ میلادی، ازدواج کرد.
پدر وی در ۱۷۵۳ میلادی درگذشت و دولانی جوانتر املاک فراوان خانواده را به ارث برد و از آن به بعد خودش یک مرد خیلی ثروتمند شد.

## سیاست
دولانی از ۱۷۵۱ – ۱۷۵۴ میلادی عضو مجلس قانون‌گذاری مریلند بود و بعداً (۱۷۵۷–۷۶) به‌خاطر قدردانی از حمایت وی از حکومت استعماری، به عنوان عضو شورای فرماندار انتصاب یافت. دولانی در ۱۷۵۱ میلادی به نمایندگی از شهرستان فردریک در مجلس عمومی مریلند انتخاب گردید. وی برای سه سال خدمت کرد. در ۱۷۶۴ میلاد، دولانی شهردار آناپولیس شد.
دولانی به نمایندگی از مجلس سفلی در حکومت استعماری کار کرد و به‌خاطر پشتکارهای بسیار وافر وی بود که مجلس سفلی در نهایت توانست پس از ۴۰ سال مشقت، کنترل روی درخواستی جرایم و فیس‌های که توسط حکومت استعماری اعمال می‌گردید را در دست بگیرد، چیزی که منفعت آن برای دولانی تنها رنجش فرماندار هوراشیو شارپ بود.

## آغاز انقلاب
هرچند دولانی از اضمحلال حاکمیت بریتانیا در مریلند حمایت نمی‌کرد، اما او یکی از مخالفان برجسته قانون تمبر ۱۷۶۵ بود و جزوه مشهور ملاحظات در مورد ماهیت وضع مالیات در مستعمره‌های بریتانیایی را نوشت و در آن بر علیه مالیات بدون نمایندگی استدلال کرد. این جزوه به عنوان «تواناترین تلاش در میان آنچه در این رابطه در آمریکا تولید شده بود» توصیف گردید و ممکن است برخی از مواد سخنرانی که پیت سال بعدی در پارلمان ایراد نمود را فراهم نموده باشد. در این جزوه، دولانی موضع خود را این‌گونه خلاصه نمود: «ممکن است زمانی بیاید که امکان جبران وجود نداشته باشد. تا آن زمان، من یک رنجش حقوقی، منظم و محتاطانه را توصیه می‌کنم». مدت کوتاهی پس از نشر این جزوه، وی در ۱۷۶۸ میلادی به عنوان عضو مجمع فیلسوفان آمریکا انتخاب شد.

### جنگ‌های روزنامه‌ای
علی‌رغم مخالفت باز و صریح خود با قانون تمبر، دولانی هنوز هم یک وفادارمانده باقی ماند و در این رابطه وارد مباحثات روزنامه‌ای مشهوری با کارلس کارول کارلتون شد. در این بحث‌ها، هر دو مرد از نام مستعار استفاده کردند، دولانی با نام مستعار «آنتیلون» و کارول با نام مستعار «نخستین شهروند». چارلز کارول که در آن زمان مرد چندان شناخته‌شده‌ای نبود، استدلال بیشتر عوام‌فریبانه را در پیش گرفته و مدعی شد که حکومت مریلند از زمان‌های طولانی بدین‌سو در بند چهار خانواده است، اوگل‌ها، تاسکرها، بلاندن‌ها و دولانی‌ها. دولانی نظر مخالف داشت. در نهایت راز هویت این دو مبارز برملا شد و شهرت و انگشت‌نمایی کارول شروع به رشد کرد. نهایتاً دولانی به حملات بسیار شخصی و اندرز گونه بر «نخستین شهروند» متصل شده و کارول به سبک دولت‌مرد-گونه و با خویشتنداری لازم پاسخ داده و استدلال نمود، زمانی که آنتیل وارد یک چنین «سوءاستفاده زهرآگین، هرزه و کوته‌بینانه می‌شود، بر ما مناسب است تا تصور نماییم کنیم که استدلال‌ها یا ناقص هستند یا اینکه جهالت و ناتوانی نمی‌داند چگونه این استدلال‌ها را ارایه کند».
در فرجام، زمانی که جنگ اجتناب‌ناپذیر شد، دولانی دریافت که موضع میانه‌روی‌اش دیگر توجیه‌پذیر نیست و مجبور گردید تا یک جناح را انتخاب کند. دولانی قادر نبود در مقابل تاج و تختی که او وخانواده‌اش از سال‌ها به آن خدمت کرده بودند، شورش کند. وی براین باور بود که تظاهرات به‌جای زور باید راه حل مشکل آمریکا باشد و اینکه آن فرایند حقوقی، منطق و اجرای «محتاطانه» «تفاهمنامه‌ها» در نهایت بریتانیایی‌ها را وادار خواهد کرد تا به تقاضاهای مستعمره‌نشینان تسلیم شوند.

## زندگی پسا انقلاب و مرگ
یک قسمت قابل ملاحظه دارایی دولانی به‌خاطر اینکه او یک وفادارمانده بود در ۱۷۸۱ میلادی ضبط گردید. وی در ۱۷ مارس ۱۷۹۷ در بالتیمور درگذشت.

## ارجاعات
1. ↑  "Dulany, Daniel (DLNY738D)". A Cambridge Alumni Database. University of Cambridge.
2. ↑  Andrews, p.283
3. ↑  Andrews, p.284
4. ↑  Bell, Whitfield J. , and Charles Greifenstein, Jr. Patriot-Improvers: Biographical Sketches of Members of the American Philosophical Society. 3 vols. Philadelphia: American Philosophical Society, 1997, 3:264–271.
5. ↑  Williamson, Claude, p.247, Great Catholics, Williamson Press (March 15, 2007) Retrieved November 2010
6. ↑  Warfield, J. D., p. 215, The Founders of Anne Arundel and Howard Counties, Maryland Retrieved November 2010
7. ↑  McClanahan, Brion T., p.203, The Politically Incorrect Guide to the Founding Fathers Retrieved November 2010